# SN 2010ik
SN 2010ik – supernowa typu IIb-pec odkryta 17 września 2010 roku w galaktyce UGC 112. W momencie odkrycia miała maksymalną jasność 18,70m.